# Trondheimsförrådet
Trondheimsförrådet var en svensk militär installation i Norge under det kalla kriget. 
Trondheimsförrådet projekterades för att säkerställa import till Sverige av strategiska förnödenheter, främst då drivmedel, om Sovjetunionen besatte Östersjöinloppen. 1956 slöts avtal mellan Sverige och Norge som innebar att en oljehamn med lagringsutrymmen skulle uppföras vid Trondheimsfjorden. Samtidigt anlades NATO-flygbasen Værnes några kilometer från projektet. Svenska UD insisterade dock på att anläggningen skulle vara strikt svensk, och för svenska behov, något som norrmännen ska ha accepterat. Svenska staten byggde anläggningen som stod klar 1962. Anläggningen bestod av bergrumscisterner (totalt 50 000 m³) främst för flygbränsle, övriga bergrum, en oljehamn i Muruvik samt en distributionsanläggning i Hell. Anläggningarna var förenade med en oljeledningstunnel. Samtidigt förbättrades landsvägen till Sverige (nuvarande E14) och järnvägen Trondheim-Östersund. Det planerades även för en oljeledning mellan Hell och Östersund, vilken dock aldrig byggdes. 
Många skäl gjorde att anläggningen blev obsolet. Den visade sig vara dyr i drift, samtidigt som NATO skapade ett trovärdigt skydd för Östersjöinloppen i form av BALTAP, och Sovjetflottans upprustning på Kolahalvön innebar ett ökat hot mot nordliga konvojer. Man kom från svenskt håll även till insikt om att norrmännen och NATO skulle kunna utnyttja anläggningen för egna behov om andan föll på. Bristen på en oljeledning gjorde också transporterna till Sverige dyra. Efter ett tag hyrdes två tredjedelar av anläggningen av norska oljebolag, och numera är den helt i norsk ägo.